# Boris Tadić
Boris Tadić (serbisk: Борис Тадић) (født 15. januar 1958 i Sarajevo, Jugoslavien) er en serbisk politiker, der i perioden 2004 - 2012, var landets præsident og leder af regeringspartiet Demokratska Stranka (Det demokratiske parti).
Tadić er uddannet i socialpyskologi fra Beograds Universitet og har været underviser ved et gymnasium i Beograd. Senere blev han professor. Han grundlagde i 1997 Centre for the Development of Democracy and Political Skills, som han var leder af frem til 2002.
Det politiske engagement begyndte som aktiv i den antikommunistiske bevægelse i Jugoslavien, hvilket han flere gange blev fængslet for.
Siden 1990 har han været medlem af Demokratska Stranka og har haft adskillige tillidsposter i partiet. Han overtog formandsposten i 2004, et år efter den hidtidige formand Zoran Đinđićs død. Han første ministerpost fik han i 2002, hvor han blev udnænvt til minister for telekommunikation i Jugoslavien efter at Slobodan Milošević forlod serbisk politik. Senere blev han forsvarsminister, og i 2003 blev han valgt til nationalforsamlingen i Serbien og Montenegro og blev i 2004 leder af Demokratska Stranka s gruppe i Serbiens parlament. 27. juni 2004 blev han valgt til landets præsident, og blev indsat 11. juli. Han blev genvalgt ved præsidentvalget 3. februar 2008 for en periode på yderligere fire år. Han tabte præsidentvalget 20. maj 2012, til oppositionslederen Tomislav Nikolić.
Som den første serbiske præsident siden den bosniske krig i 1995 besøgte han i december 2004 Bosnien-Hercegovina. Han undskyldte for de af serberne begående menneskerettighedsovertrædelser under krigen. Politisk står Tadić for at Serbien skal være medlem af EU og for en pro-vestlig linje.